# Edathy-Affäre
Als Edathy-Affäre werden die politischen und juristischen Vorgänge sowie die Auseinandersetzungen und Debatten bezeichnet, die Ende Januar 2014 durch ein Ermittlungsverfahren gegen den SPD-Politiker Sebastian Edathy ausgelöst wurden.
Gegenstand der Ermittlungen war der Verdacht, dass Edathy sich strafrechtlich relevantes kinderpornografisches Material beschafft habe. Edathy legte zum 7. Februar 2014 sein Bundestagsmandat nieder. Am 8. Februar 2014 teilte Edathy mit, er habe sich aus gesundheitlichen Gründen dazu entschieden. Für ihn rückte Gabriele Groneberg in den Deutschen Bundestag nach.

Die Affäre weitete sich zu einer Regierungskrise aus, nachdem bekannt geworden war, dass der SPD-Vorsitzende Sigmar Gabriel im Oktober 2013, während der Koalitionssondierungen nach der Bundestagswahl 2013, durch den damaligen Bundesinnenminister Hans-Peter Friedrich (CSU) von den laufenden Ermittlungen unterrichtet worden war. Friedrich trat daraufhin am 14. Februar 2014 nach nur zwei Monaten Amtszeit von seinem neuen Amt als Bundesminister für Ernährung und Landwirtschaft zurück. Edathy ging aus der Affäre politisch beschädigt hervor, doch wurde er nicht verurteilt und ist somit nicht vorbestraft. 

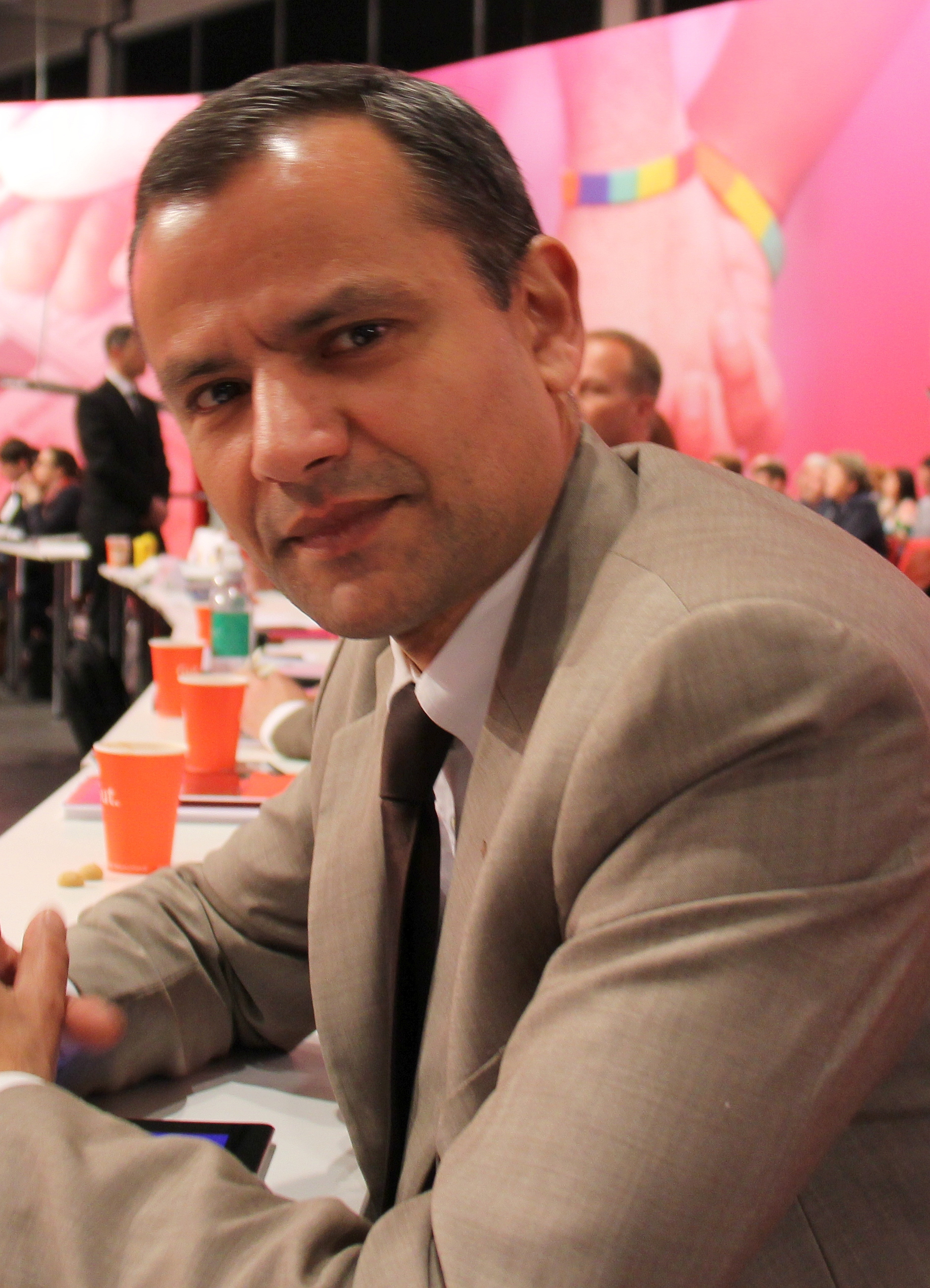
Sebastian Edathy (2013)

## Ermittlungsverfahren und Hausdurchsuchung

### 2010 bis 2012
Nachdem die gegen Kinderpornografie gerichtete internationale Operation Spade („Spaten“) im Herbst 2010 in Toronto begonnen hatte, übergaben die kanadischen Ermittler über Interpol im Oktober 2011 die gesammelten Daten der Kunden aus Deutschland an das Bundeskriminalamt (BKA). Beim BKA wurde die 800 Namen umfassende Kundenliste erst am 10. Januar 2012 grob durchgesehen; bei dieser Grobsichtung wurde im Februar 2012 der Name eines führenden BKA-Beamten auf der Liste festgestellt. Der Fall des Spitzenbeamten, der jahrelang als Gruppenleiter in der Abteilung SO – Schwere und Organisierte Kriminalität – tätig war, ist vom BKA im Februar 2012 an die Staatsanwaltschaft Mainz übergeben worden; laut Spiegel Online war das Material, das die Staatsanwaltschaft Mainz bei dem BKA-Mann sicherstellte, „– anders als bei Edathy – unzweifelhaft illegal und strafrechtlich relevant“. Ende 2012 akzeptierte der BKA-Beamte einen Strafbefehl und zahlte zwischen 10.000 und 20.000 Euro, um einen Prozess zu vermeiden. Ein Jahr später, kurz vor Ende 2013, schied der Beamte aus dem Dienst aus und ging in den Vorruhestand. Er hatte in jener Abteilung gearbeitet, in der die Daten der Operation Spade eingegangen waren. Nach Angaben des BKA-Präsidenten Jörg Ziercke begann die Behörde, die Daten im Juni 2012 zu bearbeiten.
Den Umstand, dass der Name Edathys bei der ersten Prüfung nicht berücksichtigt wurde, hielt das BKA in einer Stellungnahme für „plausibel“, da der erste Bundestags-NSU-Untersuchungsausschuss mit dem Vorsitzenden Edathy erst am 26. Januar 2012 eingesetzt wurde, „also gut zwei Wochen nach der Grobsichtung der Daten am 10. Januar 2012. Edathy stand zu diesem Zeitpunkt noch nicht derart im Fokus der öffentlichen Wahrnehmung.“ Edathy war allerdings von 2005 bis 2009 Vorsitzender des Innenausschusses des Deutschen Bundestages, der auch für das BKA wichtig ist. Außerdem war Edathy zuvor mindestens einmal (im Mai 2007) beim BKA in Wiesbaden zu Besuch. Laut Hinweisen von Spiegel Online hat er damals auch die für Ermittlungen im Bereich Kinderpornografie zuständige Abteilung, das Referat SO 12, besucht. Hinzu kommt, dass Christian Hoppe, der Leiter des Referats SO 12, bereits im Mai 2012 im von Edathy geleiteten NSU-Untersuchungsausschuss aussagen musste. Hoppe hatte zuvor von 2006 bis 2009 das BKA-Referat geleitet, in dem die Ermittlungsgruppe Ceska angesiedelt war. (Ceska ist der Markenname des Herstellers der bei den Morden verwendeten Schusswaffe, einer ČZ 82). Die Ceska-Fahnder befassten sich mit der damals noch ungeklärten Mordserie an Kleinunternehmern mit Migrationshintergrund. Heute wird diese Mordserie zumeist als NSU-Mordserie bezeichnet.
Am 6. Dezember 2012 wurde der Briefkasten in Edathys Wahlkreisbüro durch einen Sprengsatz zerstört. Daraufhin fragten Sachbearbeiter des BKA im internen Vorgangsbearbeitungssystem Edathys Namen ab. Diese Abfrage fand auch im August und September 2013 statt, als es um Gefährdungen der Schutzperson Sebastian Edathy ging. Angezeigt wurden jeweils eine Vorgangsnummer und der Betreff „Besitz/Erwerb von Kinder-/Jugendpornografie – OP Selm“, woraufhin die Sachbearbeiter nicht weiter im zuständigen Referat SO 12 nachfragten.

### 2013
Am 15. Oktober 2013 informierte das BKA die 16 Landeskriminalämter sowie den niedersächsischen Innenminister Boris Pistorius (SPD) über Ermittlungen gegen mehrere Personen. Noch am 15. Oktober erkannte ein Nienburger Polizeibeamter die Brisanz des Falls und informierte das BKA telefonisch, dass der Bundestagsabgeordnete Edathy auf der Liste stand, und BKA-Präsident Ziercke wurde in Kenntnis gesetzt. Hierdurch erfuhr auch der Leiter der Staatsanwaltschaft Hannover, Jörg Fröhlich, von den Ermittlungen. Die Verschlussakte lag dort am 5. November 2013 dem Oberstaatsanwalt Thomas Klinge vor.
Am 14. November 2013 gab die Polizei in Toronto auf einer international beachteten Pressekonferenz bekannt, dass im Rahmen der Operation Spade ein weltweiter Schlag gegen Kinderpornografie gelungen sei. Unter anderem wurde in diesem Rahmen auch bekanntgegeben, dass es zwei Jahre vorher in Toronto eine Razzia bei der Firma Azov Films gegeben habe. Ermittlungen der kanadischen Polizei gegen Azov Films waren im Jahr 2005 eingestellt worden, nachdem das damals vertriebene Material nicht als illegal gewertet worden war. Erst im Oktober 2010 wurden sie wieder aufgenommen, als Azov sich als Käufer von Filmen herausstellte, die ein im August 2010 in Rumänien festgenommener Karatelehrer aus Deutschland seit 2007 gedreht hatte. Edathy hatte nach Angaben der Staatsanwaltschaft zwischen Oktober 2005 und Juni 2010 neun Mal im Onlineshop eines kanadischen Unternehmens insgesamt 31 Filme und Fotosets von unbekleideten Jungen zwischen neun und 14 Jahren bestellt, nach Informationen des NDR-Politikmagazins Panorama 3 lautet der Name des Unternehmens 4P5P.
Am 27. November 2013 beauftragte Edathy den Berliner Rechtsanwalt für Strafrecht und Medienrecht Christian Noll mit seiner Angelegenheit. Der Rechtsanwalt fragte per E-Mail beim Behördenleiter der Staatsanwaltschaft Hannover an und bat um ein vertrauliches Gespräch. Bei der Staatsanwaltschaft soll Noll mit einer Behördenvertreterin gesprochen haben, die über die Ermittlungen im Fall Edathy nicht in Kenntnis gesetzt war. Der Rechtsanwalt hatte sich außerdem bei weiteren Staatsanwaltschaften in Berlin und Niedersachsen zu einem möglichen „Verfahren gegen Herrn Edathy wegen Kinderpornografie“ erkundigt.

### 2014
Am 28. Januar 2014 wurde offiziell ein Verfahren gegen Edathy bei der Staatsanwaltschaft Hannover registriert.
Am 8. Februar 2014 erklärte Edathy seinen Mandatsverzicht auf seiner Webseite: „Ich habe mich aus gesundheitlichen Gründen dazu entschieden, mein Bundestagsmandat niederzulegen.“ Daraufhin durchsuchten Polizei und Staatsanwaltschaft Hannover am 10. und 12. Februar 2014 die Wohnung und das in Nienburg gelegene Büro Edathys, da sie davon ausgingen, dass dessen politische Immunität als Abgeordneter erloschen war. Der zuständige Richter des Amtsgerichts Hannover hatte im Durchsuchungsbeschluss angemerkt, es bedürfe „im Fall Edathy erst noch einer abschließenden Bewertung, ob nicht doch einzelne Aufnahmen den Begriff der Kinderpornografie einschließen würden“.
Die Nienburger Zeitung Die Harke veröffentlichte am 11. Februar zwei Fotos von der Hausdurchsuchung, darunter auch ein Bild aus der Wohnung des Politikers. Die Staatsanwaltschaft Hannover und auch die niedersächsische Justizministerin Antje Niewisch-Lennartz distanzierten sich von der Veröffentlichung dieser Bilder. Der niedersächsische Journalistenverband erklärte in einem Tweet hierzu, das veröffentlichte Foto aus der Wohnung Edathys sei „presserechtlich problematisch“. Es gab aber auch andere Einschätzungen – wie zum Beispiel vom Bundesverband des Deutschen Journalisten-Verbandes, der drei Tage später feststellte: „Insgesamt erscheint die Veröffentlichung der Wohnungsfotos daher als (noch) vertretbar, auch wenn die deutsche Gerichtsbarkeit in solchen Fragen immer wieder für Überraschungen sorgen kann.“
Die Staatsanwaltschaft Hannover teilte am 14. Februar 2014 mit, Edathy habe nach ihren Erkenntnissen Material im „Grenzbereich zu dem, was Justiz unter Kinderpornografie versteht“, über das Internet bestellt. Jörg Fröhlich, der Leiter der Anklagebehörde, erklärte hierzu, die Ausbeute der bisherigen Durchsuchungen sei „bisher eher mager“. Er gehe bezüglich der von Edathy angeblich bestellten Abbildungen „bisher davon aus, dass die Strafbarkeitsschwelle hier noch knapp unterschritten ist“. Nach Fröhlichs Angaben hat das BKA das von Edathy angeblich bestellte Bildmaterial in einer ersten Auswertung als „nicht eindeutig kinderpornografisch“ oder „nicht indiziert“ eingestuft. Zu einem Film vermerkt das BKA: „ohne Beweismittel“.
Fröhlich gab auch an, man habe im Bundestag die IT-Daten von Edathy sichern und sein Abgeordnetenbüro versiegeln lassen.
Letzterem widersprach noch am selben Tag ein Sprecher des Bundestags; weder habe es eine Sicherung der Daten noch eine Versiegelung von Edathys Büros gegeben. Den dazu nötigen Gerichtsbeschluss erlangte die Staatsanwaltschaft erst drei Tage später, am 17. Februar 2014, und übergab ihn am 18. Februar, nachdem Edathys Nachfolgerin bereits in das Büro eingezogen war.
Edathy dementierte mehrfach den Erwerb und den Besitz von „kinderpornografischen Schriften“ und kündigte rechtliche Schritte an. Am 17. Februar 2014 legte Edathys Anwalt Dienstaufsichtsbeschwerde beim Niedersächsischen Justizministerium gegen die ermittelnde Staatsanwaltschaft ein. In einem Gespräch mit dem Spiegel erklärte Edathy am 23. Februar 2014, mehrmals Morddrohungen erhalten zu haben und daher vorerst nicht nach Deutschland zurückkehren zu wollen.
Am 6. März 2014 erschien auf Facebook eine englischsprachige, nach unbestätigten Informationen von Edathy verfasste Ankündigung, dass „die Papiere mit der ganzen Geschichte“ an vielen Stellen vorhanden seien und veröffentlicht würden, falls Edathy etwas zustoße.
Im April 2014 wies das Landgericht Hannover Edathys Beschwerden gegen die Hausdurchsuchung ab. Ebenfalls im April 2014 behauptete ein Angestellter einer für den Bundestag tätigen IT-Firma, schon 2004 Nacktbilder asiatischer Jungen auf Edathys Rechner gefunden zu haben. Dies sei im Verlauf einer Datensicherung geschehen. Nach Angaben des Angestellten habe er den Fund gemeldet, jedoch sei er zum Schweigen angehalten worden.
Im Mai 2014 berichteten Süddeutsche Zeitung und NDR, das Landeskriminalamt Niedersachsen verfüge nach eigenen Angaben über Belege dafür, dass Edathy im November 2013 mindestens 21 – dem LKA zufolge kinderpornografische – Bilder mit seinem Laptop abgerufen habe. Das Material sei nicht identisch mit den von Azov Films bezogenen Dateien, die als strafrechtlich irrelevant eingestuft worden waren. Die Verbindungsdaten stammten vom Server des Bundestages; den Laptop hatte Edathy im Februar als gestohlen gemeldet. Edathy kritisierte, dass erneut interne Unterlagen rechtswidrig an Journalisten weitergegeben worden seien und sprach von „öffentlicher Vernichtung“ seiner Person, „einhergehend mit einer beabsichtigten Vorverurteilung“.
Im Mai 2014 legte Edathy Verfassungsbeschwerde gegen die Hausdurchsuchung ein. Kurz darauf ersuchte er die niedersächsische Justizministerin Antje Niewisch-Lennartz, die Staatsanwaltschaft Hannover von den Ermittlungen zu entbinden. Diese habe mit der Durchsuchung seiner Wohnung begonnen, obwohl er bis zum Ablauf des 10. Februar 2014 noch Bundestagsabgeordneter gewesen sei, und so seine Abgeordnetenrechte verletzt. Die Staatsanwaltschaft erklärte, sie sei davon ausgegangen, dass Edathys politische Immunität schon durch seinen Verzicht auf das Mandat am 7. Februar 2014 erloschen sei, und werde den Vorwurf überprüfen, obwohl sie annehme, dies werde für das weitere Verfahren keine Rolle spielen. Im Juni 2014 entschied das Landgericht Hannover gegen die Auffassung der Bundestagsverwaltung, Edathys Immunität habe zum Zeitpunkt der Durchsuchung nicht mehr bestanden. Mitte August räumte ein Sprecher des Bundestags ein, in der Affäre sei ein gravierender Fehler gemacht worden: Der Ablauf von Edathys Mandat sei zunächst fälschlich für den 6. Februar angegeben worden, was erst nach einer juristischen Prüfung auf den 10. Februar korrigiert worden sei. Das Bundesverfassungsgericht beschloss am 15. August 2014, Edathys Verfassungsbeschwerde nicht zur Entscheidung anzunehmen. In diesem Beschluss wurde allerdings die Rechtsauffassung von Edathy und der Bundestagsverwaltung bestätigt, dass die Immunität Edathys bis einschließlich 10. Februar 2014 bestanden habe und somit die Hausdurchsuchung rechtswidrig erfolgt sei.

## Anklage, Hauptverhandlung und Einstellung des Verfahrens
Im Juli 2014 erhob die Staatsanwaltschaft Hannover wegen des Besitzes von kinderpornografischen Fotos und Videos Anklage gegen Edathy vor dem Landgericht Verden. Das Ermittlungsverfahren wegen des mutmaßlichen Diebstahls von Edathys Laptop wurde eingestellt. Die Staatsanwaltschaft stellte auch die Ermittlungen gegen Edathy wegen des Verdachts der Vortäuschung des Diebstahls ein; hierfür sei trotz umfangreicher Bemühungen kein hinreichend konkreter Sachverhalt festgestellt worden. Mit Beschluss vom 14. November 2014 ließ das Landgericht Verden die Anklage der Staatsanwaltschaft Hannover zu und eröffnete das Hauptverfahren gegen Edathy wegen des Besitzes kinderpornografischer Filme und Bilder. Wegen der besonderen Bedeutung des Falles wurde vor dem Landgericht und nicht vor dem Amtsgericht verhandelt. Eine Beschwerde Edathys hiergegen wurde zurückgewiesen.
Die Hauptverhandlung begann am 23. Februar 2015. Am 2. März 2015 gab Edathys Anwalt folgende Prozesserklärung ab: „Die Vorwürfe treffen zu. Die in der Anklage genannten Gegenstände wie der Bildband und die CD habe ich in meinem Besitz gehabt. Das gleiche gilt auch für die Logdaten, ich habe die Dateien heruntergeladen und geöffnet. Der Inhalt war mir bekannt. Ich habe eingesehen, dass ich einen Fehler begangen habe. Ich habe lange gebraucht dazu. Je stärker ich in der Öffentlichkeit angegriffen wurde, desto mehr meinte ich mich verteidigen zu müssen. Ich bereue, was ich getan habe.“ Daraufhin wurde das Strafverfahren nach § 153a StPO gegen Zahlung von 5000 € zugunsten des Kinderschutzbundes eingestellt. Edathy erklärte anschließend, damit kein Geständnis abgelegt zu haben. Da es zu keiner Verurteilung kam, gilt Edathy damit nicht als vorbestraft.
Der Kinderschutzbund lehnte den Empfang des Geldes ab, da er es als falsches Signal ansehe, sich von Vergehen an Kindern freikaufen zu können. In vielen ähnlichen Verfahren hat der Kinderschutzbund allerdings Bußzahlungen angenommen. Der Bund bat das Gericht, eine andere gemeinnützige Organisation als Zahlungsempfänger zu bestimmen. Die Einstellung eines Verfahrens gegen Geldauflage ist ein in Deutschland häufig angewandtes Rechtsinstitut (149.216 Mal 2013). Der BGH-Strafrichter Thomas Fischer sprach im Zusammenhang mit der für ihn scheinheiligen öffentlichen Empörung über dieses als zu milde gedeutete Verfahrensende von einem „tägliche[n] Massengeschäft“ und nannte das Bestehen des Gerichts auf der Erklärung Edathys „peinlich“. Er sah die Öffentlichkeit „vor den Trümmern eines unsäglichen Verfahrens“, das „nur Verlierer“ hinterlasse.

## Umstrittene Weitergabe von Informationen
Der frühere Sprecher von Innenminister Hans-Peter Friedrich, Jens Teschke teilte am 13. Februar 2014 mit, dass der Präsident des Bundeskriminalamts Jörg Ziercke im Oktober 2013 den damaligen Staatssekretär im Innenministerium Klaus-Dieter Fritsche darüber informierte, dass Sebastian Edathy im Rahmen des internationalen Ermittlungsverfahrens wegen des Verdachts auf Kinderpornografie auftauche. Der Staatssekretär informierte seinen direkten Vorgesetzten Hans-Peter Friedrich (CSU) und bestätigte diesem nach Rückfrage beim BKA, dass strafrechtliche Vorwürfe gegen Edathy nicht erhoben würden. Friedrich wiederum gab nach der Bundestagswahl 2013 am Rande der dritten Sondierungsrunde zu Koalitionsverhandlungen, die am Mittag des 17. Oktober 2013 im Sitz der deutschen parlamentarischen Gesellschaft stattfand, diese Informationen über Edathy an den SPD-Parteivorsitzenden Sigmar Gabriel weiter. Vor dem Untersuchungsausschuss erklärte Friedrich im Juni 2015, dass ihn Staatssekretär Fritsche im Oktober 2013 nicht nur über das Ermittlungsverfahren informiert habe, sondern ihm auch geraten habe, es SPD-Chef Gabriel mitzuteilen.
Innerhalb der SPD informierte Gabriel wiederum den Fraktionschef Frank-Walter Steinmeier und den Parlamentarischen Geschäftsführer Thomas Oppermann über die Vorgänge. Oppermann versuchte sich die Information in einem Telefongespräch mit dem Präsidenten des Bundeskriminalamts Jörg Ziercke bestätigen zu lassen. Ziercke bestätigte zwar das Telefonat, das gegen 17:30 Uhr des 17. Oktober stattgefunden habe, erklärte aber, er habe Oppermann die Informationen weder bestätigt noch Informationen zum Sachverhalt mitgeteilt. Oppermann informierte im Dezember im Rahmen der Amtsübergabe seine Nachfolgerin als Parlamentarische Geschäftsführerin, Christine Lambrecht. Diese behauptete aber noch am 11. Februar gegenüber Journalisten, sie verfüge nur über Informationen aus der Presse und habe selbst „keine Kenntnis“ über die Gründe der polizeilichen Ermittlungen gegen Edathy. Edathy selbst bestritt gegenüber dem Spiegel, von SPD-Politikern über die Ermittlungen informiert worden zu sein. Vielmehr seien er und sein Anwalt aufgrund von Presseberichten tätig geworden. Im Sommer 2014 behauptete Edathy jedoch vor dem Untersuchungsausschuss (siehe unten), der SPD-Abgeordnete Michael Hartmann hätte ihn bereits im November 2013 ausführlich informiert.
Am 6. Februar 2014 informierte Jörg Fröhlich, Leiter der Staatsanwaltschaft Hannover, den Bundestagspräsidenten Norbert Lammert per Brief über die Einleitung des Ermittlungsverfahrens. Dieser Brief traf erst sechs Tage später, am 12. Februar 2014, in bereits geöffnetem Zustand ein, wie der Sprecher des Bundestags Ernst Hebeker bestätigte. Über einem Postaufkleber der Citipost mit dem Aufdruck Justizbehörden Hannover und dem Datum 7. Februar 2014 wurde ein weiterer mit dem Aufdruck der PIN Mail AG aufgeklebt, datiert auf den 11. Februar 2014.

### Rücktritt von Hans-Peter Friedrich

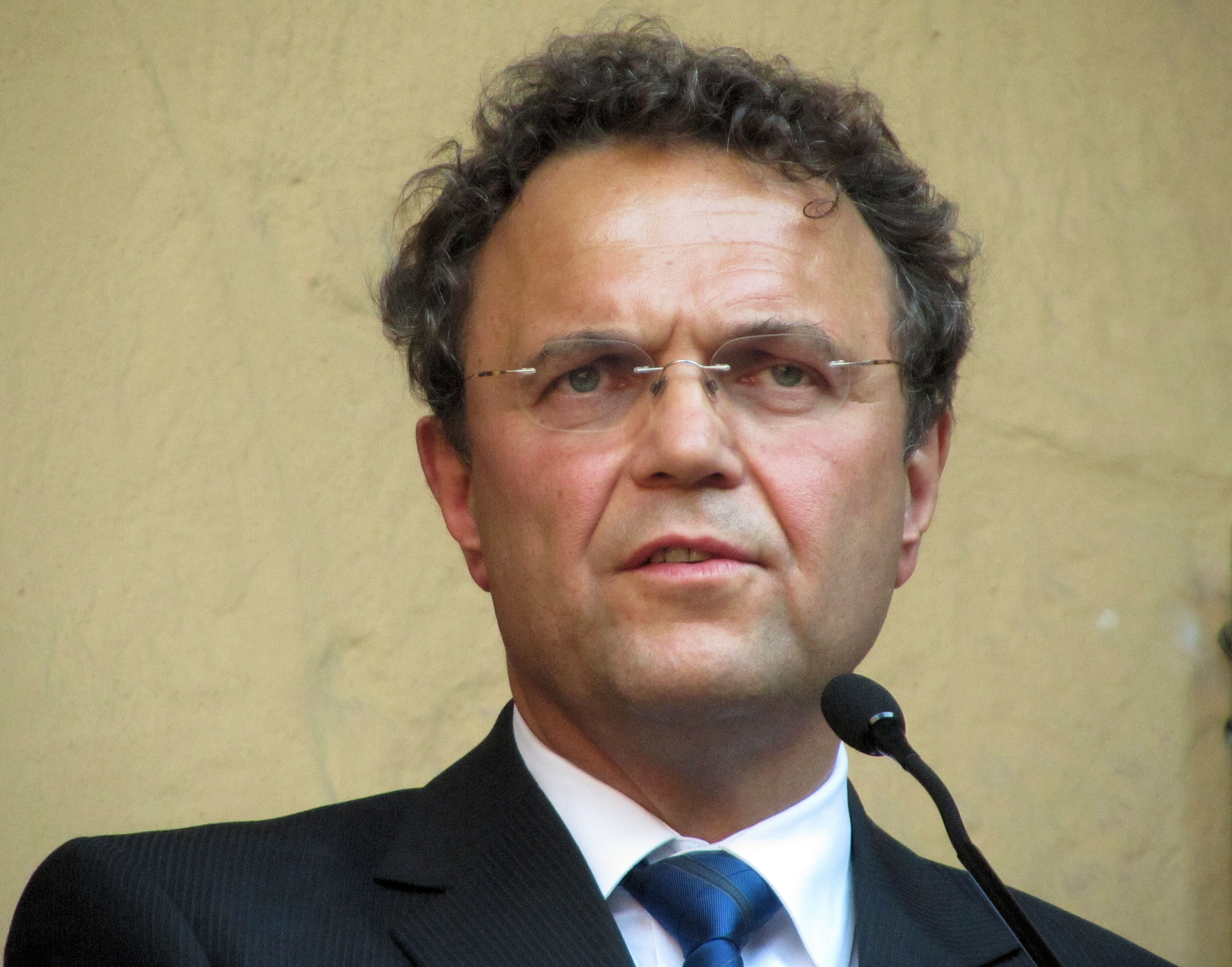
Hans-Peter Friedrich (2011)

Die Staatsanwaltschaft Berlin leitete Vorermittlungen gegen Friedrich wegen des Verdachts auf Geheimnisverrat ein. Friedrich gab am 14. Februar 2014 zunächst bekannt, er werde zurücktreten, falls ein Ermittlungsverfahren gegen ihn eingeleitet werde. Noch am selben Tag trat er – noch vor Eröffnung eines solchen Ermittlungsverfahrens – als Bundeslandwirtschaftsminister zurück. In seiner Rücktrittsrede gab er an, dass mangelnder politischer Rückhalt und der politische Druck ihn zu diesem Entschluss getrieben hätten, beteuerte aber, in der Sache richtig gehandelt zu haben, und beendete seine Rücktrittsrede mit den Worten „Auf Wiedersehen. Ich komme wieder.“ Zuvor hatte Bundeskanzlerin Angela Merkel über Regierungssprecher Steffen Seibert mitteilen lassen, dass es „intensive Gespräche“ gegeben habe und Friedrich sich „der Dimension des Vorgangs bewusst“ sei. Nachfolger von Friedrich als Landwirtschaftsminister wurde am 17. Februar 2014 der bisherige parlamentarische Staatssekretär im Bundesministerium für wirtschaftliche Zusammenarbeit und Entwicklung, Christian Schmidt.
Am 25. Februar 2014 wurde bekannt, dass die Staatsanwaltschaft Berlin gegen Friedrich ein Ermittlungsverfahren wegen des Anfangsverdachts der Verletzung des Dienstgeheimnisses eingeleitet hat und infolgedessen seine Immunität durch den Deutschen Bundestag aufgehoben wurde. Die Staatsanwaltschaft gelangte zu dem Schluss, Friedrich habe rechtswidrig gehandelt, stellte das Verfahren aber im September 2014 wegen geringer Schuld ein.

## Reaktionen

### Kritik am Vorgehen der Ermittlungsbehörden
Das Vorgehen der Staatsanwaltschaft Hannover wurde kritisiert, da die Einleitung des Ermittlungsverfahrens ohne hinreichenden Anfangsverdacht stattgefunden habe. Die Strafrechtlerin Monika Frommel bezeichnete das Vorgehen als „grundrechtswidrige Beweisermittlungsdurchsuchungen“. Edathy selbst sagte, die durch das Amtsgericht Hannover angeordnete Durchsuchung sei unverhältnismäßig gewesen und beklagte, im Ermittlungsverfahren gegen ihn trete man „rechtsstaatliche Prinzipien mit Füßen“.
Heribert Prantl kommt in seinem Beitrag in der Süddeutschen Zeitung zu dem Schluss, die „unzulässige Durchsuchung“ bei Edathy liege „hart an der Grenze zur Verfolgung Unschuldiger (§ 344 StGB)“. Hans Leyendecker wiederum schreibt ebenfalls in der SZ, dass neben Edathy noch gegen 15 weitere Verdächtige Ermittlungen aufgenommen und Wohnungsdurchsuchungen angeordnet wurden; hätten die Strafverfolgungsbehörden bei Edathy auf eine Durchsuchung verzichtet, hätte ihr dies den Vorwurf eintragen können, einen Prominenten schonender zu behandeln als andere.
Edathys Anwalt Christian Noll warf Staatsanwalt Fröhlich vor, seine Behörde habe „bewusst unrichtig“ über die Ermittlungen informiert. So sei bei der Pressekonferenz am 14. Februar nicht erwähnt worden, dass vor Beginn des Verfahrens die Generalstaatsanwaltschaft Frankfurt und das Bundeskriminalamt erklärt hätten, die bestellten Bilder seien strafrechtlich nicht relevant. Die Ermittler hätten die „Persönlichkeitsrechte von Herrn Edathy, dessen berufliche, soziale und private Stellung […] von einer Minute auf die andere ausgelöscht“.
Zugleich wurden die ersten Ermittlungen zu den 801 Verdachtsfällen aufgrund der Verwicklung eines leitenden BKA-Beamten Anfang 2012 unterbrochen. Der verurteilte Beamte wurde diskret in den Ruhestand versetzt und die übrigen Fälle bis Oktober 2012 nicht weiter verfolgt. Der damalige BKA-Präsident Ziercke musste daher mehrfach vor dem Innenausschuss des Bundestages aussagen. Auch bei internationalen Ermittlungen, bei denen bis November 2013 mehr als 300 Personen festgenommen wurden, beteiligte sich das BKA nicht.

### Parteiordnungsverfahren gegen Edathy
Der Vorstand der SPD beschloss am 17. Februar 2014, die Mitgliedschaft Edathys ruhen zu lassen. Der SPD-Vorsitzende Sigmar Gabriel erklärte, Vorstand und Präsidium seien „unabhängig von strafrechtlicher Relevanz“ fassungslos, dass Edathy Bilder unbekleideter Jugendlicher erworben habe. Dies ist nach Ansicht Gabriels „unvereinbar mit der Mitgliedschaft im Deutschen Bundestag und passt nicht zur Sozialdemokratischen Partei Deutschlands“. Nach einer Sitzung des Parteipräsidiums am 24. Februar 2014 erklärte die Generalsekretärin der SPD, Yasmin Fahimi, gegen Edathy sei ein formales Parteiordnungsverfahren eingeleitet worden. Fahimi begründete diesen Schritt mit Edathys moralisch unkorrektem Verhalten.
Das Verfahren wurde der zuständigen Schiedskommission des SPD-Bezirks Hannover übergeben. Diese beschloss Anfang März 2014, die Sache zunächst nicht weiter zu behandeln, erst solle der Ausgang der staatsanwaltschaftlichen Ermittlungen abgewartet werden. Die Mitgliedsrechte Edathys blieben aber weiterhin ausgesetzt. Nachdem der Bundesvorstand der SPD am 24. März 2015 Edathys Parteiausschluss gefordert hatte, erklärte dieser, die Partei nicht freiwillig verlassen zu wollen. Nach Einstellung des strafgerichtlichen Verfahrens lehnte die Schiedskommission im April 2015 den vom Parteivorstand geforderten Ausschluss Edathys mangels hinreichend dargelegter Gründe vorläufig ab. Der Bundesvorstand wurde aufgefordert, binnen dreier Wochen ausreichende Beweise nachzubringen, ansonsten werde der Ausschlussantrag endgültig abgewiesen.
Am 1. Juni 2015 beschloss das Schiedsgericht, Edathys SPD-Mitgliedschaft für drei Jahre ruhen zu lassen; zu einem Ausschluss Edathys kam es nicht. Die Bundespartei und Edathy riefen die Bundesschiedskommission der SPD an, mit der er sich am 12. Februar 2016 darauf einigte, dass seine Mitgliedschaft fünf Jahre lang ruht,[veraltet] ein strafrechtlicher Vorwurf gegen ihn aber nicht mehr erhoben wird.

### Forderungen nach Gesetzesverschärfung
Nach dem Bekanntwerden der Ermittlungen gegen Edathy forderten der Deutsche Kinderschutzbund und der Missbrauchsbeauftragte der Bundesregierung Johannes-Wilhelm Rörig eine weitere Verschärfung der Gesetzeslage. Nötig sei ein generelles Verbot der gewerblichen Verbreitung von Nacktfotos von Kindern. Ministerpräsidentin Annegret Kramp-Karrenbauer (CDU) forderte, über die „problematische Grauzone, dass käuflich erworbene Nacktfotos von Kindern strafrechtlich nicht relevant sind“, sei nun zu reden. Ähnlich äußerten sich die Bundesfamilienministerin Manuela Schwesig (SPD), CSU-Landesgruppenchefin Gerda Hasselfeldt und Grünen-Fraktionschef Anton Hofreiter. Halina Wawzyniak, rechtspolitische Sprecherin der Linken, regte mehr Prävention an, die erfolgversprechender als Strafverschärfungen sei.

### „Spiegel“-Interview mit Edathy
Mitte März 2014 erklärte Edathy in einem in Südeuropa geführten Spiegel-Gespräch, weder Polizei noch Staatsanwaltschaft hätten bisher „Interesse geäußert“, mit ihm zu sprechen. Er sei über seinen Anwalt „jederzeit zu erreichen“ und befinde sich weder „auf der Flucht“ noch verstecke er sich. Vielmehr mache er lediglich von seinem „Recht auf Reisefreiheit“ Gebrauch, solange er in Deutschland bedroht werde. So sei er von einem Nachbarn vor Neonazis und Journalisten gewarnt worden, die vor seinem Wohnhaus auf ihn gewartet hätten. Edathy beklagte die Verletzung „rechtsstaatlicher Prinzipien“. Er sei der „Überzeugung, keine Straftat begangen zu haben“, es gebe „keinen juristischen Grund“, gegen ihn vorzugehen. Da er sich „rechtskonform“ verhalten habe, müsse und werde er sich nicht für sein „Privatleben entschuldigen oder rechtfertigen. […] Alles, was ich getan habe, war im legalen Bereich und hätte nie öffentlich werden dürfen.“ Edathy betonte, „ein Gegner von Kinderpornografie“ zu sein, und distanzierte sich von dieser. Akte von männlichen Kindern und Jugendlichen hätten eine lange Tradition in der Kunstgeschichte. Edathy bestätigte, dass er nicht aus gesundheitlichen Gründen zurückgetreten sei: „Meine Hoffnung war, dass mögliche Ermittlungen mit geringerer Wahrscheinlichkeit öffentlich werden würden, wenn ich nicht mehr Abgeordneter bin. Das hat, muss man wohl feststellen, nicht funktioniert.“

### Bundestagsuntersuchungsausschuss
Obwohl sich der Innenausschuss des Bundestages bereits mit der Materie beschäftigt und u. a. mehrfach den damaligen BKA-Präsidenten Jörg Ziercke angehört hatte, beantragten die Abgeordneten der Fraktionen der Linken und der Grünen, einen Untersuchungsausschuss einzurichten. Sie verwiesen darauf, dass nur ein Untersuchungsausschuss Akten einsehen kann, und warfen Ziercke vor, er habe sich wie ein Beschuldigter statt wie ein Zeuge verhalten und nur restriktiv ausgesagt.
Bei Stimmenthaltung der Regierungsfraktionen beschloss der Bundestag, den 2. Untersuchungsausschuss der 18. Wahlperiode mit acht Mitgliedern (CDU/CSU vier, SPD zwei, Linke und Grüne je eins) einzusetzen, der sich am 2. Juli 2014 konstituierte. Turnusgemäß fiel der Vorsitz an die SPD-Fraktion (Eva Högl), der stellvertretende Vorsitz an die CDU/CSU-Fraktion (Michael Frieser).
Der Untersuchungsauftrag lautete:
I. Der Untersuchungsausschuss soll bezüglich der aus Kanada im Rahmen der dortigen Operation „Spade“ stammenden Daten aus Ermittlungen im Zusammenhang mit dem Erwerb und/oder Besitz von Kinder- und Jugendpornographie aufklären,
a) den Gang und die Gründe für die Dauer des entsprechenden Verfahrens in Deutschland (sogenannte Operation „Selm“) beim Bundeskriminalamt (BKA), auch hinsichtlich der Verfahrensabläufe zwischen dem BKA und den Ländern sowie hinsichtlich des Umgangs und des Zusammenwirkens mit Landesbehörden in Niedersachsen und Hessen (Generalstaatsanwaltschaft Frankfurt am Main / Zentralstelle zur Bekämpfung der Internetkriminalität),
b) das Informationshandeln und die Datenweitergaben zum Fall des ehemaligen Mitglieds des Bundestages Sebastian Edathy an die Bundesregierung, innerhalb der Bundesregierung, an andere Behörden und an Dritte sowie die Weitergabe dieser Daten durch andere Behörden und Dritte an weitere Personen,
c) die Behandlung des Falles des Beamten des BKA (‚X‘), dessen Namen sich unter den übermittelten Daten der Operation „Spade/Selm“ befand, durch die Leitungsebene des BKA und die dienstaufsichtsführende Stelle.
II. …
Am 14. Dezember 2014 berichtete der Stern, Edathy behaupte, ihn habe der SPD-Abgeordnete Michael Hartmann im November 2013 über die Erkenntnisse des BKA informiert und dieser habe die Informationen von BKA-Präsident Ziercke erhalten. Edathy habe gegenüber Stern-Reportern auch eine eidesstattliche Versicherung abgegeben. Dann wörtlich: „Aber liefert er irgendwann harte Beweise – …?“ Bezugnehmend darauf schrieb der Spiegel: „Ähnliche Versionen dieser Geschichte hat Edathy in vertraulichen Gesprächen in Spanien auch dem Spiegel erzählt. Ausreichende Beweise für ihre Richtigkeit konnte Edathy nicht vorlegen.“ Ziercke dementierte, Hartmann informiert zu haben.
Edathy bekräftigte am 18. Dezember 2014 vor dem Untersuchungsausschuss, dass Ziercke die Informationsquelle Hartmanns gewesen sei, der ihn unter anderem vor Durchsuchungen gewarnt habe und verwies dazu auch auf seine SMS-Kommunikation mit Hartmann und Oppermann. Am gleichen Tag bestritt Hartmann und am 15. Januar 2015 auch Ziercke vor dem Untersuchungsausschuss die Verdächtigungen durch Edathy. Im Abschlussbericht stellt der Ausschuss mehrheitlich fest, dass in entscheidenden Fragen Aussage gegen Aussage stand und keine Klärung möglich war, wogegen sich das Sondervotum der Opposition wendet.
Am 5. Februar 2015 verweigerte Hartmann, wegen zwischenzeitlich eingeleiteter Ermittlungsverfahren, weitere Aussagen vor dem Untersuchungsausschuss. Das Ermittlungsverfahren wegen des Verdachts der Strafvereitelung wurde von der Staatsanwaltschaft Lüneburg geführt und am 6. Juni 2016 mangels hinreichenden Tatverdachts eingestellt. Das von der Staatsanwaltschaft Berlin geführte Ermittlungsverfahren wegen des Verdachts uneidlicher Falschaussage wurde ebenfalls mangels hinreichenden Tatverdachts eingestellt, womit sämtliche gegen Hartmann im Zusammenhang mit der Edathy-Affäre eingeleiteten Ermittlungsverfahren gemäß § 170 Absatz 2 der Strafprozessordnung (StPO) eingestellt sind.

### Erfolgreiche Strafanzeige von Seiten Edathys
Im Mai 2015 erstattete Edathy Strafanzeige gegen den Laiendarsteller Jan Leyk, nachdem ihn dieser auf Facebook unter anderem als „perversen Bastard“ bezeichnet und seiner Hoffnung, Edathy möge „an jedem Ort auf diesem Planeten bespuckt und mit Steinen beworfen“ werden, Ausdruck verliehen hatte. Leyk wurde zu einer Geldstrafe von 6000 € verurteilt und nahm das Urteil an.